# Фэлчак, Брэд
Брэдли Дуглас Фэ́лчак (англ. Bradley Douglas Falchuk; род. 1 марта 1971) — американский телевизионный сценарист, режиссёр и продюсер. Наиболее известен по сотрудничеству с Райаном Мёрфи, совместно с которым создал сериалы «Хор», «Американская история ужасов», «Королевы крика» и «Американская история преступлений» и франшизу «Американская история». Он также выступал в качестве сценариста и исполнительного продюсера шоу «Части тела».

## Биография
Брэд Фалчак родился в Массачусетсе в еврейской семье. Его мать, Нэнси Фэлчак, была национальным президентом американской еврейской женской организации Hadassah Women’s Zionist Organization of America с 2007 года до 2011 года.
В старшей школе Брэд пытался выделиться среди своих одноклассников, каждый день надевая галстук в школу и декларируя себя, как республиканец. Также он увлекался играми в бейсбол, баскетбол и лякросс. В школьные годы Брэд страдал от недиагностированной  дислексии. Затем он поступил в Консерваторию AFI, а в 1993 году окончил колледжи Хобарта и Уильяма Смита.
Работал над сериалами «Мутанты Икс», «Земля: Последний конфликт», «Veritas: В поисках истины». Вместе с Райаном Мёрфи является режиссёром и продюсером телесериала «Американская история ужасов», который стартовал 5 октября 2011 года на телеканале FX.

## Личная жизнь
В 2007—2013 годах Фэлчак был женат на продюсере Сьюзан Бакиник, в браке с которой у него родилось двое детей, Броди и Изабелла.
С 2014 года встречается с актрисой Гвинет Пэлтроу, в 2018 году пара обвенчалась.

## Фильмография
| Год          |     | Русское название                           | Оригинальное название              | Роль                                         |
| ------------ | --- | ------------------------------------------ | ---------------------------------- | -------------------------------------------- |
| 2001         | с   | Мутанты Икс                                | Mutant X                           | сценарист                                    |
| 2001—2002    | с   | Земля: Последний конфликт                  | Earth: Final Conflict              | сценарист                                    |
| 2003         | с   | Veritas: В поисках истины                  | Veritas: The Quest                 | сценарист                                    |
| 2007—2010    | с   | Части тела                                 | Nip/Tuck                           | режиссёр, продюсер, сценарист                |
| 2008         | тф  | Красавчик/милашка                          | Pretty/Handsome                    | исполнительный продюсер, сценарист           |
| 2009         | тф  | Хор: Режиссёрская версия пилотного эпизода | Glee: Director's Cut Pilot Episode | исполнительный продюсер, сценарист           |
| 2009—2015    | с   | Хор                                        | Glee                               | режиссёр, продюсер, сценарист                |
| 2011         | док | Хор: Живой концерт в 3D                    | Glee: The 3D Concert Movie         | продюсер, сценарист                          |
| 2011         | в   | Один день из жизни Бриттани                | Day in the Life of Brittany        | сценарист                                    |
| 2011 — н. в. | с   | Американская история ужасов                | American Horror Story              | продюсер, сценарист                          |
| 2015—2016    | с   | Королевы крика                             | Scream Queens                      | режиссёр, сценарист, исполнительный продюсер |
| 2015 — н. в. | с   | Американская история преступлений          | American Crime Story               | исполнительный продюсер                      |
| 2018 — н. в. | с   | 9-1-1                                      | 9-1-1                              | исполнительный продюсер                      |
| 2018—2021    | с   | Поза                                       | Pose                               | сценарист, исполнительный продюсер           |
| 2019—2020    | с   | Политик                                    | The Politician                     | режиссёр, сценарист, исполнительный продюсер |
| 2020 — н. в. | с   | Одинокая звезда                            | 9-1-1: Lone Star                   | режиссёр, сценарист, исполнительный продюсер |
| 2021—2022    | с   | Американские истории ужасов                | American Horror Stories            | продюсер, сценарист                          |
| 2023 — н. в. | с   |                                            | The Brothers Sun                   | сценарист, исполнительный продюсер           |
| 2024 — н. в. | с   | Американская история спорта                | American Sports Story              | исполнительный продюсер                      |
|              | ф   |                                            | One Hit Wonders                    | сценарист                                    |
| 2026         | ф   |                                            | Dirty Dancing                      | сценарист                                    |